# کرکچی
کرکچی یکی از روستاهای استان آذربایجان شرقی است که در دهستان شیخ‌درآباد بخش مرکزی شهرستان میانه واقع شده‌است.